# 土耳其街站
土耳其街站（英語：Turkey Street railway station）是伦敦地上铁李河谷線的一座车站，位于伦敦的塔村區，属于第6收费区。

## 概況
本站建於土耳其河旁，目前的站舍建於1980年代後期，因車站建於斜坡上，導致車站的煙囪異常顯眼，站內地下通道目前正在重建中，而現有的天橋在未來亦將停用。本站非高峰期為半小時一班列車。

## 歷史
1891年10月1日，本站開通，為大東部鐵路的一部分，車站名為Churchbury圓環站。1904年，因附近通往沃尔瑟姆十字的有軌電車的開通，使得客流下降。導致車站在1909年10月1日停止客運服務。但車站曾在1915年3月1日至1919年7月1日短暫的對軍工廠工人服務過，此後的很長時間，車站只有貨運服務。在1960年11月21日，車站重新啟用，且改為現在名稱，亦曾有四十山站的非正式名稱。1966年，本站貨運業務關閉。1980年代起，舊站舍停用，改為報刊亭和雜貨店用途。2015年5月31日，本站的經營權由大盎格利亞移交至倫敦地上鐵。